# Trassjanka
Trassjanka (belarussisch трасянка, wissenschaftliche Transliteration trasjanka) ist eine Form gemischter Rede, in der sich belarussische und russische Elemente und Strukturen in schneller Folge abwechseln. In der Ukraine gibt es eine vergleichbare Erscheinung, eine ukrainisch-russische gemischte Rede, die Surschyk genannt wird.

## Name
Auf Belarussisch bezeichnete trassjanka ursprünglich nur Heu von minderer Qualität, das entsteht, wenn frisches Gras mit getrocknetem Heu des Vorjahres vermischt wurde. Die zweite Bedeutung („Sprachmischung von minderer Qualität“) erhielt das Wort in der zweiten Hälfte der 1980er-Jahre, als eine Reihe von Veröffentlichungen in der staatlichen Literaturzeitung „Litaratura i mastaztwa“ (belarussisch Літаратура і мастацтва) Entwicklungen im Gebrauch der belarussischen Sprache unter sowjetischer Herrschaft kritisierte. Der belarussische, national orientierte Politiker und Publizist Sjanon Pasnjak wird häufig als derjenige genannt, der den Gebrauch des Begriffs für die belarussisch-russische Sprachmischung populär gemacht habe (vgl. Pozniak, 1988).

## Geschichte

### Die gemischte Rede in der vor- und frühsowjetischen Zeit
Auf dem heutigen belarussischen Areal hat die gemischte Rede eine relativ lange Geschichte. Der Grund dafür ist, dass die belarussischen (und, in vergleichbarer Weise, ukrainischen) Territorien lange Zeit Grenzregionen waren, in denen die lokalen Mundarten in Kontakt mit den nah verwandten und zugleich sozial dominanten Sprachen Polnisch und Russisch standen. Ob der Begriff „Trasjanka“ auch auf solche älteren Formen der belarussisch-russischen gemischten Rede bezogen werden sollte, ist umstritten, da die gemischte Rede damals nicht von Generation zu Generation weitergegeben wurde. Zum Gegenstand einer publizistischen Debatte wurde die belarussisch-russische gemischte Rede erstmals in den 1920er-Jahren.

### Nach dem Zweiten Weltkrieg
Das Phänomen, auf das seit den 1980er-Jahren mit dem Begriff „Trasjanka“ Bezug genommen wurde, hat seine Ursprünge in den fundamentalen soziodemographischen Veränderungen, die im sowjetischen Belarus nach dem Zweiten Weltkrieg eintraten, in östlichen Gebieten von Belarus teilweise bereits vor dem Zweiten Weltkrieg. Die Industrialisierung der Belarussischen Sowjetrepublik (BSSR) führte zu einer massiven Arbeitsmigration vom Land in die Städte. 1959 lebten noch 31 % der Bevölkerung in Städten, 1990 dagegen betrug der Anteil der Stadtbevölkerung bereits 66 %. Gleichzeitig zogen ethnische Russen aus anderen Teilen der Sowjetunion in die BSSR und übernahmen in vielen Fällen Führungsaufgaben in der belarussischen kommunistischen Partei, in der öffentlichen Verwaltung und in Staatsunternehmen. Somit war die ehemalige Landbevölkerung gezwungen, ihren Sprachgebrauch von (meist dialektalem) Belarussisch an die russische Standardsprache anzupassen, was jedoch selten vollständig gelang. Als Ergebnis dieses Bemühens um sprachliche Anpassung entstand die sogenannte Trasjanka in ihrer heutigen Form. Darüber hinaus erwarben die Kinder dieser Sprechergeneration die belarussisch-russische gemischte Rede als Erstsprache.

## Sprachwissenschaftlicher Status
Wegen der negativen Konnotation des Begriffs „Trasjanka“ ist vorgeschlagen worden, ihn in der sprachwissenschaftlichen Debatte nicht zu verwenden und stattdessen den Terminus „belarussisch-russische gemischte Rede“ zu benutzen.
Die wissenschaftliche Diskussion über die belarussisch-russische gemischte Rede begann in der ersten Hälfte der 1990er-Jahre. Namhafte belarussische Forscher haben seitdem den spontanen, individuellen, unsystematischen oder sogar „chaotischen“ Charakter des Mischens von Belarussisch und Russisch hervorgehoben. Die „frühen“ Debatten über die gemischte Rede basierten jedoch hauptsächlich auf informellen Beobachtungen, da entsprechende Textkorpora fehlten. Eine erste empirische Fallstudie zu dem Phänomen wurde erst in den frühen 2000er Jahren in der Hauptstadt Minsk durchgeführt.
Zwischen 2008 und 2013 entstanden in einem Forschungsprojekt von Sprach- und Sozialwissenschaftlern der Universität Oldenburg (in Zusammenarbeit mit Partnern an der Belarussischen Staatsuniversität in Minsk) zwei Korpora mit mündlichen Texten in der gemischten Rede. Die sprachwissenschaftlichen Ergebnisse bestätigten die Ansicht, wonach die belarussisch-russische gemischte Rede derzeit nicht als relativ stabiler, landesweit homogener „fused lect“ bezeichnet werden könne. Andererseits stellten die Projektstudien auf allen Ebenen der Sprachstruktur landesweit relativ stabile Muster fest, in denen die gemischte Rede mit einer oder beiden ihrer „Gebersprachen“ (Belarussisch und Russisch) übereinstimmt. Im Lexikon und der Morphosyntax dominieren klar die russischen Elemente und Merkmale. Die Flexionsmorphologie ist hybrid, und sogar die Aussprache ist vom Russischen beeinflusst. Insgesamt ordnet das Forschungsprojekt die belarussisch-russische gemischte Rede zum gegenwärtigen Zeitpunkt als Komplex regionaler Soziolekte ein. Andere Studien halten an der Beschreibung der gemischten Rede als „chaotische“ und „spontane“ Form des Sprachmischens fest.

## Soziologie der gemischten Rede
Der soziologische und soziolinguistische Teil des Oldenburger Forschungsprojekts zum Gebrauch der gemischten Rede in Belarus erbrachte unter anderem die folgenden Ergebnisse: Nach ihrer „Muttersprache“ gefragt, nannten etwa 38 % von etwa 1200 Befragten die belarussisch-russische gemischte Rede, 49 % das Belarussische und 30 % das Russische (mehr als eine Antwort war zulässig). Als ihre „Erstsprache“ dagegen gaben rund 50 % die gemischte Rede an, 42 % das Russische und 18 % das Belarussische (wiederum war mehr als eine Antwort erlaubt). Als ihre „hauptsächlich verwendete Sprache“ nannten schließlich rund 55 % das Russische, 41 % die gemischte Rede und 4 % das Belarussische. Die Ergebnisse des Forschungsprojekts stehen im Gegensatz zur verbreiteten Ansicht, wonach der Gebrauch der belarussisch-russischen gemischten Rede ein Anzeichen für einen niedrigen Bildungsgrad und mangelnde Beherrschung der russischen oder belarussischen Standardsprache sei. Die gemischte Rede ist unter Belarussen aller formalen Bildungsgrade und aller Altersgruppen verbreitet; sie wird neben der Standardsprache verwendet, d. h. für die überwiegende Mehrzahl der Sprecher neben dem Russischen. Der Grad, zu dem die Sprecher „ihre“ gemischte Rede an die russische oder die belarussische Standardsprache annähern, hängt von Faktoren wie den Gesprächspartnern, Gesprächsort und -situation, Gesprächsthema etc. ab. Unter jungen Belarussen nimmt der Anteil, zu dem die gemischte Rede verwendet wird, zugunsten des Russischen ab.